# Мориц фон Саксония-Вайсенфелс
Мориц фон Саксония-Вайсенфелс (на немски: Moritz von Sachsen-Weißenfel; * 5 януари 1676 в Хале, † 12 септември 1695 в Сегед, Унгария) от рода на Албертинските Ветини е принц на Саксония-Вайсенфелс и офицер на служба на Курфюрство Саксония.
Той е най-малкият и вторият син на херцог Август фон Саксония-Вайсенфелс (1614 – 1680) и втората му съпруага Йохана Валпургис фон Лайнинген-Вестербург (1647 – 1687), дъщеря на граф Георг Вилхелм фон Лайнинген-Вестербург и София Елизабет от Липе-Детмолд.
Брат е на Фридрих (1673 – 1715), херцог на Саксония-Вайсенфелс-Даме. Полубратята му са Йохан Адолф I (1649 – 1697), херцог на Саксония-Вайсенфелс-Кверфурт, принц Август (1650 – 1674), домпропст на Магдебург, и принц Христиан (1652 – 1689), генерал-фелдмаршал.
Мориц умира на 12 септември 1695 г. в Сегед, Чонград в Унгария на 19 години и е погребан във фамилната гробница в дворцовата църква Св. Тринитатис във Вайсенфелс.